# 馬生貴
馬生貴（?—?）是中央陆军新编第三十六师的回族軍官，曾在马仲英和马虎山軍中任职。 他在甘肃和陕西长大。馬生貴在宁夏从事盗匪活动曾拷打受害者。他于1933年加入了马仲英的部隊，被任命为中央陆军新编第三十六师第二旅旅长，駐扎在于阗。他的部队後來占领了巴楚縣和伽師縣。面对蘇聯紅軍和盛世才的部隊，他從伽师县叛逃至盛世才的部队，並在喀什与马虎山的部队作戰。后来马虎山进驻和田，馬生貴回到了甘肃。英国外交官表示，他可能受到盛世才的贿赂而加入了盛的部队。